# Padre Las Casas (Chile)
Padre Las Casas é uma comuna do Chile, da província de Cautín na região de Araucanía.